# 金森トシエ
金森 トシエ（かなもり としえ、1925年9月20日 - 2011年9月7日）は、日本のジャーナリスト。

## 略歴
1925年、東京都港区に生まれる。その後、文京区に移る。
府立第二高等女学校から帝国女子専門学校国文科へ入学。
勤労動員として、紡績工場などで働く。1945年に中国から出張中であった金森正嘉と結婚。夫はすぐに中国に戻った。
同年、帝国女子専門学校も自宅も罹災し、宮城県小野田町に妹とともに疎開した。
第二次世界大戦終戦後、夫が中国から帰国し、専業主婦として過ごす。
「夫を朝晩送り迎えしながら、私の人生は過ぎていくのか」とむなしい思いを抱えていたところ、
父親のすすめもあり、1950年に拓殖大学政経学部に3年次編入することになる。
1952年拓殖大学政経学部卒業。同大学初の女子学生であった。
1952年、読売新聞社に正式採用の女性記者第1号として入社。戦中に消滅していた「婦人と生活」面が復活することに伴った女性記者の採用であった。編集局婦人部記者となり、やがて性別役割分業が当然であった時代に、女性差別を批判する記事を解説面に署名入りで書いていった。
1968年、鎌倉市に転居。
1977年から1989年には日本大学芸術学部非常勤講師を務めた。
1979年、婦人部長として活躍し、読売新聞社で女性初の部長職となった。
1981年、定年により非常勤の編集委員となる。翌年に退職。
退社後は、1982年～1990年に神奈川県立婦人総合センター（現・神奈川県立かながわ男女共同参画センター）の初代館長、退任後1993年まで同センター顧問、神奈川県婦人行政担当参事を務めた。1982年に「かながわ女性プラン」を会長として策定した。
そのほか、総理府青少年問題審議会委員（1987年より）、文部省社会教育審議会委員（1988年より）、総理府婦人問題企画推進会議委員などを務めた。
1987年、『夜明けの航跡　かながわ近代の女たち』（神奈川県立婦人総合センター, かながわ女性史編集委員会 編著、ドメス出版、1987年）が、神奈川県立婦人総合センター開館5周年記念として刊行され、同書に編集の経過を執筆した。
1998年、神奈川県立かながわ女性センターで開催された、第7回全国女性史研究交流のつどいの実行委員長を務めた。同つどいでは、「資料の整理・保存・目録の作成をし、整理された資料を必要とする団体や個人がだれでも使用できるように常設する場を設け公開する」ことを国や自治体に求めたアピールが採択された。
1995年、男女共同参画社会づくり功労で、内閣総理大臣賞受賞。
1996年～2000年、鎌倉市教育委員を務めた。
2011年9月7日、肺炎のため死去。85歳没。
日本記者クラブ会員、高齢社会を良くする女性の会（理事）、日本家族社会学会、日本エッセイスト・クラブ（常務理事）、鎌倉同人会（副会長）、鎌倉ペンクラブ（副会長）、日本家族計画連盟に所属した。

## 著書
- 『女の就職 キャリアウーマンへの出発』（亜紀書房、1979年9月）
- 『人物婦人運動史明治・大正・昭和のあゆみ』（労働教育センター、1980年1月、ISBN 9784845001095）
- 『女の社会学男の家庭学』（新潮社、1984年
- 『女性ニューワーク論』（有斐閣、1989年3月、ISBN 9784641075221）
- 『チャレンジはおもしろい』（ドメス出版、1992年1月、ISBN 9784810703283）
- 『家族の四季台所のティータイム』（かまくら春秋社、1992年4月、ISBN 9784774000015）
- 『老いを看とり歌をうたう―家族の歳月―』（ドメス出版、1994年8月、ISBN 9784810703894）
- 『生きる愉しみ老いる愉しみ―女と男のシニア・ライフ―』（海竜社、1996年9月、ISBN 9784759304763）
- 『「人生案内」うちあけばなし』（文春ネスコ（文藝春秋）、1999年8月、ISBN 9784890360802）
- 『金持ちよりも人持ち・友持ち』（ドメス出版、2003年11月、ISBN 9784810706093）
- 『笑って泣いて歩いて書いた―女性ジャーナリストの五十年―』（ドメス出版、2006年12月、ISBN 9784810706765）

### 共著
- 『女の教育100年』（三省堂選書、藤井治枝との共著、1977年
- 『専業主婦の消える日（いま家族を問う）男女共生の時代』（北村節子との共著、有斐閣、1986年